# Grammoptera fulgidipennis
Grammoptera fulgidipennis är en skalbaggsart som beskrevs av Holzschuh 1991. Grammoptera fulgidipennis ingår i släktet Grammoptera och familjen långhorningar. Inga underarter finns listade i Catalogue of Life.